# 小石蜑螺
小石蜑螺（学名：Clithon oualaniense），是原始腹足目蜑螺科石蜑螺属的一种。主要分布于新加坡、马来西亚、印度尼西亚、中国大陆、台湾，常栖息在红树林泥滩地及岩礁上、潮间带。